# Шпрота, закопчённая на солнце
«Шпрота, закопчённая на солнце» (эст. Sprott võtmas päikest) — мультипликационный фильм.

## Сюжет
Современная версия сказки о Золотой рыбке, где всё происходит в перевернутом мире. Рыбак живёт под водой, а рыбка просит его о помощи.

## Награды
- Премия жюри на фестивале анимационных фильмов в Пярну (1999).

## Создатели
| режиссёр, сценарист и художник-постановщик | Мати Кютт                              |
| аниматоры                                  | Андрес Мянд, Рийна Кютт, Трийн Сарапик |
| оператор                                   | Урмас Йоэмээс                          |
| директор                                   | Калев Тамм                             |
| композиторы                                | Андрес Валконен, Тоомас Трасс          |
| звукооператор                              | Юло Саар                               |
| редактор                                   | Рийна Руус                             |
| монтажёры                                  | Ирья Мююр-Туганов                      |